# Everything (嵐の曲)
『Everything』（エブリシング）は、日本の男性アイドルグループ・嵐の通算27枚目となるシングル。2009年7月1日にジェイ・ストームから発売された。

## 概要
初回限定盤・通常盤での発売。初回限定盤には表題曲「Everything」のミュージック・ビデオを収録、通常盤にはそれぞれのオリジナル・カラオケを加えた計4曲を収録している。
本作発売後に発売されたベストアルバム「All the BEST! 1999-2009」には、この曲は収録されていない。
PVは、神奈川県逗子市の逗子マリーナなどで撮影された。

## メディアでの使用
「Everything」は、自身が出演するau（KDDI/沖縄セルラー電話）「去年と違う夏。」CMソング。
カップリング曲「season」は、au「もし僕らが、嵐でなかったら。」CMソングで、同曲はオリコンの『卒業ソングランキング 2013』では9位となった。

## チャート成績
2009年7月13日付のオリコン週間シングルチャートで首位を獲得。初動売上は34.2万枚であり、累計売上は43.2万枚。この時点までの2009年発売のシングルのうちで、嵐自身の「明日の記憶/Crazy Moon〜キミ・ハ・ムテキ〜」「Believe/曇りのち、快晴」に続く3番目の初動売上を記録した。

## 収録曲

### CD
※（オリジナル・カラオケ）は通常盤のみ収録。
1. Everything
作詞：100+
作曲：Shingo Asari
編曲：ISB
  - 嵐出演 au by KDDI「去年と違う夏。」CMソング
2. season
作詞・作曲：youth case
編曲：石塚知生
  - 嵐出演 au by KDDI「もしも僕らが、嵐でなかったら。」CMソング

着うたフルでの配信限定曲だったが[3]、今作でCD初収録。
3. Everything（オリジナル・カラオケ）
4. season（オリジナル・カラオケ）

### DVD
※初回限定盤のみ
1. 「Everything」ビデオ・クリップ

PVの監督は、「WISH」「アオゾラペダル」「Happiness」を手掛けた直。

## 収録アルバム
- 僕の見ている風景（#1）
- ウラ嵐マニア（#2）
- 5×20 All the BEST!! 1999-2019（#1）
- ウラ嵐BEST 2008-2011（#2）

## 映像作品
Everything
- ARASHI Anniversary Tour 5×10
- ARASHI 10-11 TOUR "Scene"〜君と僕の見ている風景〜 STADIUM
- ARASHI 10-11 TOUR "Scene"〜君と僕の見ている風景〜 DOME+
- ARASHI BLAST in Hawaii
- ARASHI Anniversary Tour 5×20

season
- ARASHI 10-11 TOUR "Scene" 〜君と僕の見ている風景〜 STADIUM
- ARASHI アラフェス NATIONAL STADIUM 2012
- ARASHI BLAST in Hawaii
- アラフェス2020 at 国立競技場